# Supermarine Air Yacht
Dimensions
Le Supermarine Air Yacht était un hydravion de luxe britannique des années 1930, conçu et construit par la société Supermarine Aviation Works, Ltd.. Monoplan trimoteur de construction entièrement métallique, il ne fut produit qu'à un seul exemplaire, perdu au cours d'un accident en 1933.

## Conception et développement
Le Supermarine Air Yacht fut produit à Woolston, Southampton, pour Arthur Ernest Guinness, pour effectuer des croisières autour de la Méditerranée, remplaçant son Solent. Il était basé sur un concept de 1927 répondant aux besoins de la Specification R5/27 du Ministère de l'Air britannique (Air Ministry), qui demandait la conception d'un hydravion de reconnaissance pour la Royal Air Force.
La conception issue de cette demande fut un hydravion monoplan trimoteur, doté de pontons fixés sur les côtés de la coque, plutôt que les flotteurs additionnels montés sous les ailes, comme utilisés la plupart du temps sur les appareils de ce type de l'époque. Le plan horizontal arrière était doté d'un seul support et soutenait trois dérives verticales et leurs gouvernes de lacet. L'équipage était installé dans des cockpits ouverts à l'avant de l'avion, alors que le propriétaire était logé à l'intérieur d'une cabine fermée, disposant de son propre coin toilettes, douche et lit. Une autre cabine séparée était disponible pour les cinq autres passagers de l'avion, et un coin cuisine était installé en dessous de l'aile,.
L'Air Yacht réalisa son premier vol en février 1930 à Hythe, en Angleterre. Il se montra sous-motorisé, avec une course de décollage excessivement longue, et en dépit de sa remotorisation avec trois Armstrong Siddeley Panther (en), fut rejeté par Guiness, qui acheta un Saunders-Roe A.19 Cloud à la place.

## Histoire opérationnelle
En octobre 1932, l'avion fut acheté par Mademoiselle J.J. James, et rééquipé avec des moteurs Panther IIA de 525 ch (392 kW). Il reçut le nom de « Windward III » et quitta Woolston pour une croisière vers l'Égypte, le 11 octobre 1932,, mais il accumula les ennuis : pris dans une tempête lors de la traversée de la Manche, il dut s'arrêter près d'un mois à Cherbourg pour réparer, puis en raison d'une fuite d'huile dut amerrir en catastrophe près du Cap de la Chèvre (il fut secouru par un canot ponté de Douarnenez, le Dumont-d'Urville) le 7 novembre 1932, enfin il s'écrasa au décollage près de Capri, en Italie, le 25 janvier 1933. Bien qu'il n'y ait eu aucun blessé, l'avion fut ensuite envoyé à la destruction, signant la fin de carrière du modèle